# 京都市立二条高等女学校
| 京都市立二条高等女学校 | 京都市立二条高等女学校                                                        |
| ---------------------- | ----------------------------------------------------------------------------- |
| 創立                   | 1922年4月                                                                     |
| 所在地                 | 京都府京都市上京区                                                            |
| 初代校長               | 佐藤範一                                                                      |
| 廃止                   | 1948年10月                                                                    |
| 後身校                 | なし ただし、学制改革時に設立された 付属中学校は京都市立二条中学校 として存続 |
| 同窓会                 | 此の花同窓会                                                                  |

京都市立二条高等女学校（きょうとしりつ にじょうこうとうじょがっこう）は、京都市上京区に置かれていた高等女学校である。第二次世界大戦後の学制改革に伴い廃校。校地は京都市立二条中学校が継承している。

## 解説
1922年（大正11年）4月、京都市立第二高等女学校として設立。京都市立高等女学校（1908年設立。現在の京都市立堀川高等学校）に次ぐ、第二の市立高等女学校である（市立高女は市立第一高等女学校と改称した）。当初の校地は室町高辻西入ル（のちの京都市立成徳中学校（2005年廃校）敷地）。
1928年（昭和3年）、二条城の北西側、京都府立京都第二高等女学校（現在の京都府立朱雀高等学校）と道路を挟んで北隣の敷地に校舎を新築し移転。この際に京都市立二条高等女学校に改称した（なお同時に市立第一高女も堀川高等女学校に改称した）。
運動が盛んな学校であり、体操着であったチュニックを制服としていたという。1932年ロサンゼルスオリンピックにはいずれも高等科在籍の中西みち（陸上競技）や荒田雪江（競泳）が代表選手に選ばれている。

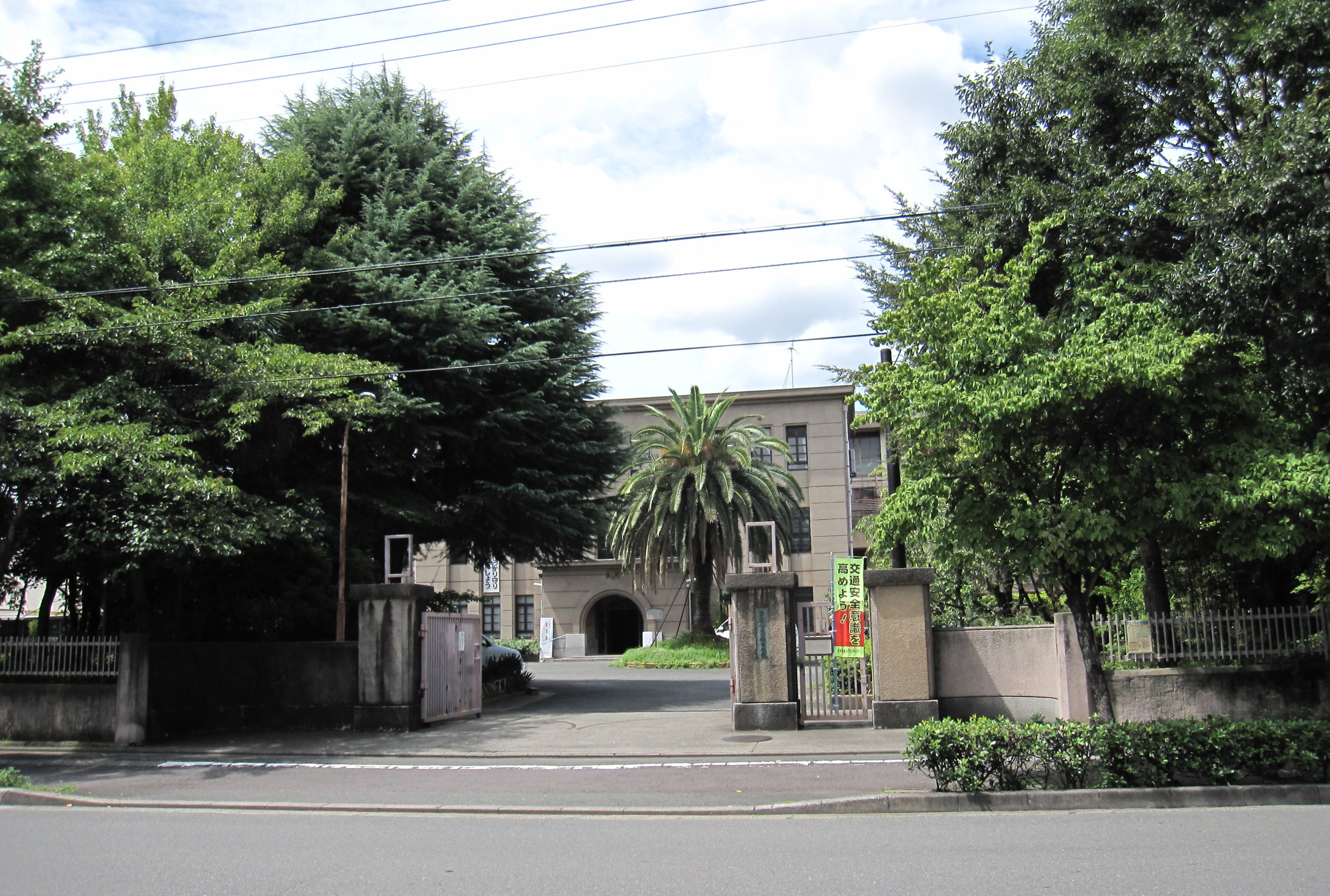
二条中学校（2014年）。校舎は建て替えられたが、正面のモチーフは高女時代のものを継承している。

第二次世界大戦後の学制改革では、男女共学・義務教育の公立中学校の設立が進められた。とくに京都府では、京都府軍政部教育課長のケーズ (E.H.Cades) のもとで「ケーズ旋風」とも称される改革徹底が行われた。新制中学校のための施設確保が急がれたことを背景として、二条高女は中学校に転用されることになった。1947年4月に「二条高等女学校付属中学校」が設立され、翌1948年4月に付属中学校は京都市立二条中学校と改称し、高女校舎を転用して開校した。二条高等女学校は1948年10月に廃校となった。
旧二条高女時代からの校舎は1984年に解体されたが、建て替えられた校舎もその姿を残すように建てられている。二条中学校正門内側に、同窓会「此の花同窓会」が1980年に設立した記念碑がある。

### 年表
- 1892年（明治25年） - 下京区高辻通室町西入繁昌町に下京高等小学校が新築移転[13][注釈 4]。
- 1897年（明治30年）4月1日 - 下京高等小学校が第三高等小学校新設に伴い、第二高等小学校に改称。
- 1922年（大正11年）4月 - 第二高等小学校の校舎を利用して京都市立第二高等女学校が開校[14]。
- 1926年（大正15年）3月 - 第二高等小学校閉校[15][16]
- 1928年（昭和3年）4月 - 京都市立第二高等女学校が京都市立二条高等女学校に改称[17]。千本通二条下る東入主税町に移転[1][注釈 5]。
- 1947年（昭和22年）
  - 4月 - 学制改革により新制中学校を付設。
  - 5月5日 - 付設中学校の開校式が行われる[19]。
- 1948年（昭和23年）
  - 4月 - 校地校舎を用いて京都市立二条中学校が創立される[19]。
  - 10月 -　閉校。

## 著名な出身者
- 阿井美千子 - 女優。
- 荒田雪江 - 競泳選手。1932年ロサンゼルスオリンピック代表選手。
- 塩月弥栄子 - 茶道家[20]。
- 滝野房子 - 陸上競技選手（走幅跳）[21]。
- 中西（栗原）みち - 陸上競技選手（短距離走・障害走）。1932年ロサンゼルスオリンピック代表選手。
- 浜崎千代 - 陸上競技選手（走高跳）[22]。1930年国際女子競技大会代表選手[23]。
- 本城ハツ - 陸上競技選手（短距離走）[24]。1930年国際女子競技大会代表選手[23]。
- 室町良子 - 女優。